# Baskinta
Baskinta (en árabe : بسكنتا) es un pueblo libanés situado a una altitud que oscila entre los 1250 metros sobre el nivel del mar y asciende hasta aproximadamente 1800 metros de altura en Qanat Bakish, lo que lo convierte en uno de los pueblos más altos del Líbano. Se encuentra a 43 kilómetros al noreste de Beirut.